# Na druhé straně moře
Na druhé straně moře (v originále L'Autre Côté de la mer) je francouzský hraný film z roku 1997, který režírovala Dominique Cabrera podle vlastního scénáře. Snímek měl světovou premiéru dne 21. května 1997 na filmovém festivalu v Cannes v sekci Quinzaine des réalisateurs.

## Děj
Průmyslník patřící mezi černé nohy, který zůstal v Alžírsku po získání nezávislosti, přijíždí do Francie na operaci. Spřátelí se se svým chirurgem, Severoafričanem, který přerušil vazby se svou domovskou zemí.

## Obsazení
| Claude Brasseur           | Georges Montero |
| Roschdy Zem               | Tarek Timzert   |
| Catherine Hiegel          | Maria           |
| Marthe Villalonga         | Marinette       |
| Slimane Benaïssa          | Boualem         |
| Antoinette Moya           | Claudine        |
| Fattouma Ousliha Bouamari | Setti           |
| Ariane Ascarideová        | Lulu            |
| Marilyne Canto            | Lisa            |

## Ocenění
- César: nominace v kategorii nejlepší debutový film (Dominique Cabrera)